# 密毛箭竹
密毛箭竹（学名：Fargesia plurisetosa）为禾本科箭竹属下的一个种。

## 扩展阅读
- 維基物種上的相關：密毛箭竹